# 계성여자고등학교
계성여자고등학교(啓星女子商業高等學校)는 대한민국 부산광역시 연제구 거제동에 있는 사립 고등학교이다.

## 학교 연혁
- 1952년 4월 26일 : 학교법인 훈성학원 설립인가
- 1958년 3월 31일 : 훈성여자고등학교 설립
- 1961년 11월 21일 : 훈성여자상업고등학교로 교명 변경
- 1967년 12월 12일 : 부산계성여자상업고등학교로 교명 변경
- 1970년 11월 13일 : 현위치(연제구 거제4동)로 이전
- 1996년 8월 13일 : 학칙변경(상업과 5학급, 정보처리과 5학급 총 10학급)
- 1998년 8월 19일 : 계성산업정보고등학교로 교명 변경 (정보처리과 6학급, 시각디자인과 2학급, 관광경영과 2학급 총 10학급으로 개편)
- 2002년 8월 19일 : 계성정보고등학교로 교명 변경 (시각디자인과 2학급, 관광경영과 2학급, 멀티미디어과 3학급, 인터넷비즈니스과 3학급) 총 10학급으로 개편
- 2012년 8월 22일 : 교명 변경(계성정보고등학교에서 계성여자상업고등학교로 변경)
- 2012년 8월 22일 : 학칙 및 학급수 변경(경영특성화학교) 8학급 인가(금융경영과 4학급, 외식경영과 2학급, 관광경영과 2학급)
- 2020년 3월 1일 : 계성여자고등학교로 교명 변경 (금융경영과 4학급이 금융서비스과 2학급과 마케팅서비스과 2학급으로 학과 재구조화)
- 2021년 3월 2일 : 2021학년도 신입생 입학 131명 (2021학년도 신입생 과정 부터 디저트서비스과 3학급, 금융서비스과 2학급, 마케팅서비스과 2학급으로 개편)
- 2023년 3월 2일 : 제23대 교장 마석황 취임
- 2024년 2월 7일 : 제66회 졸업식 107명, 총 졸업생 34,103명
- 2024년 3월 4일 : 2024학년도 신입생 입학 128명 (신입생 공통학과로 전환)

## 설치 학과
- 공통과정(전문계)
- 금융서비스과
- 마케팅서비스과
- 디저트서비스과

## 참고 자료
- 계성여자고등학교 - 한국교육학술정보원 학교알리미